# Невада
Нева́да (англ. Nevada, американское произношение: [nəˈvadə] (слушать)о файле; испанское произношение: [neˈβaða]) — штат в западной части США. Столица штата — город Карсон-Сити, самый большой город — Лас-Вегас.
Невада вошла в состав США во время Гражданской войны между южными и северными штатами. Слово Невада переводится с испанского языка как «заснеженный» и происходит от названия гор Сьерра-Невада («заснеженные горы»). Официальный слоган Невады — «Штат, рождённый в боях» (англ. The Battle Born State). На флаге штата присутствует надпись «Рождённый в боях» (англ. Battle Born).
В честь штата был назван тип линейных кораблей ВМС США, а также первый корабль в этой серии.
Девиз: «Всё для нашей страны».
Гимн: Home Means Nevada (автор Берта Рафетто).

## История
У 10 700-летней мумии Пещеры Духов, найденной в 21 км от города Фаллон, определили Y-хромосомную гаплогруппу Q1b1a1a1-M848 и митохондриальную гаплогруппу D1. Геном мумии секвенировали ДНК с покрытием ~18×. Петроглифы с высохшего в 1930-е годы озера Уиннемукка были нанесены как минимум 10 500 лет назад.
В 1850 году Конгресс США принял решение о создании Территории Юта, которая в то время включала в себя территории собственно штата Юта и штата Невада. 1859 год ознаменовался открытием богатого месторождения серебра и золота в районе жилы Комсток и началом бурного роста Вирджинии-Сити за счёт притока шахтёров, золотоискателей, торговцев и других надеющихся быстро разбогатеть переселенцев.
2 марта 1861 года Невада отделилась от территории Юта и обрела собственное имя, сокращённое от Сьерра-Невада. 31 октября 1864 года, всего за 8 дней до выборов президента США, Невада вошла 36-м штатом в состав США. Несмотря на малочисленное население штата, Федеральное правительство торопилось заручиться поддержкой Невады в повторном избрании Авраама Линкольна на пост президента США и обеспечить доминирование республиканцев в конгрессе. Экономика Невады, основанная на добыче полезных ископаемых, была тесно связана с более промышленно развитым Союзом, что политически оправдывало принятие Невады в состав США.
Граница штата не менялась с 5 мая 1866 года, когда в состав Невады вошла часть округа Пайют (англ. Pah-Ute County) восточнее реки Колорадо, принадлежавшего в то время Территории Аризона. Причиной передачи территории послужило открытие месторождений золота на территории округа Пайют и уверенность в том, что Невада сможет лучше контролировать предполагаемый приток населения в этот район (сейчас большая часть района входит в состав округа Кларк).
В настоящее время[когда?]

 идут переговоры о переходе города Уэндовер (англ. Wendover), штат Юта, в состав штата Невада и его слиянии с городом Уэст-Уэндовер (англ. West Wendover), штат Невада. Передача потребует официального разрешения законодательных органов обоих штатов Юта и Невада, а также Конгресса США.
Несмотря на то, что штат Невада — третий по счёту из западных штатов, вошедших в состав США, его называют Постоянной колонией, так как более 87 % земли принадлежит федеральному правительству. Основная причина в том, что необходимая площадь земельных участков под фермы в засушливых условиях Невады (а засушливые климатические условия преобладают почти на всей территории Невады) превышала разрешённые в то время земельным законом. Ранние поселенцы выбирали под фермерские хозяйства участки земли, прилегающие к источникам воды, при этом для выпаса скота пользовались соседними государственными землями, бесполезными для земледелия из-за отсутствия доступа к воде (такая модель ведения фермерского хозяйства преобладает и в настоящее время). Упущение в законе о фермах и участках по отношению к Неваде возможно произошло из-за непонимания особенностей климата Невады, хотя некоторые считают, что такое «упущение» могло быть результатом определённого давления со стороны горнодобывающей промышленности, якобы предпочитающей держать простых людей подальше от земли.
Игорные заведения — обычное явление в ранних шахтёрских городках Невады — в 1909 году в рамках общенациональной антиигорной кампании были объявлены вне закона. Но из-за резкого снижения горной добычи в 1920-х годах и упадка в сельскохозяйственном секторе во время Великой депрессии, Невада вернула законность игорному бизнесу в 1931 году. Основные защитники игорного бизнеса того времени полагали временно поддержать экономику штата за счёт легализации игорных заведений, однако с тех пор запрет на ведение игорного бизнеса серьёзно не рассматривался.

## География
Невада расположена в западной части США, площадь штата составляет 286 367 км². Граничит с Калифорнией (на западе), Орегоном и Айдахо (на севере), Ютой (на востоке) и Аризоной (на юго-востоке). Северная часть Невады находится в границах Большого Бассейна, эта территория главным образом занята пустыней и характеризуется жарким летом и довольно холодной зимой. Горные хребты, высота отдельных пиков которых превышает 4000 м, образуют на более высоких территориях лесные массивы, несмотря на окружающие их пустынные равнины.
Южная треть штата, где расположен Лас-Вегас, занята пустыней Мохаве, высота этих земель составляет большей частью менее 1200 м над уровнем моря. Эта территория получает меньше осадков зимой, однако летом она ближе к области действия муссонов. Наиболее значительный горный хребет на юге — горы Спринг, расположен сразу к западу от Лас-Вегаса. На крайнем юге, на стыке границ Невады, Калифорнии и Аризоны, территория штата выходит к реке Колорадо.
Самая высокая температура Невады была зафиксирована 29 июня 1994 года на крайнем юге штата и составила 52°С. Самая низкая температура (−47 °C) была отмечена в 1972 году на северо-востоке штата. Климат Невады — пустынный и семиаридный, отличается высокими летними температурами на всей территории штата. Зимы на севере довольно холодные и продолжительные, тогда как на юге — менее продолжительные и мягкие. Средний годовой уровень осадков составляет всего около 180 мм, хотя в отдельных районах этот показатель может достигать 1000 мм.

## Демография
По данным Бюро переписи населения США, на 1 июля 2011 года население Невады составляет 2 723 322 человека; по сравнению с показателем переписи 2010 года прирост составил 0,84 %. Начиная с 1940-х и до 2003 года, Невада была штатом с самым быстро растущим населением в стране в процентном отношении. Так, между 1990 и 2000 годами население Невады выросло на 66,3 %, тогда как население страны только на 13,1 %. Город Лас-Вегас является одним из самых быстро растущих крупных мегаполисов страны. С нескольких сотен человек в 1900 году население этого города выросло до 10 тыс. человек в 1950 году, до 100 тыс. в 1970 году и до 2,5 млн человек (90 % населения региона) в 2010 году.
По данным переписи 2008 года расовый состав штата был следующим: белые (65 %), афроамериканцы (7,1 %), азиаты (6 %, возможно больше), другие расы (2 %) и оставшиеся 20 % — лица латиноамериканского происхождения. Население главным образом мексиканского (20,8 %), немецкого (13,3 %), ирландского (10 %), английского (9,2 %) и итальянского (6,3 %) происхождения. По данным переписи 2000 года 16,19 % населения в возрасте старше 5 лет говорят дома по-испански; 1,59 % — на филиппино и около 1 % — на китайских языках.
6,8 % населения штата — дети в возрасте до 5 лет; 13,6 % населения — лица в возрасте старше 65 лет. Женщины составляют примерно 50,7 % населения Невады. Уровень нелегальной иммиграции на 2010 год составляет 8,8 % (самый высокий показатель в США).
Динамика численности населения:
- 1860: 6857 чел.
- 1870: 42 941 чел.
- 1880: 62 266 чел.
- 1890: 47 335 чел.
- 1900: 42 335 чел.
- 1910: 81 875 чел.
- 1920: 77 407 чел.
- 1930: 91 058 чел.
- 1940: 110 247 чел.
- 1950: 160 083 чел.
- 1960: 285 278 чел.
- 1970: 488 738 чел.
- 1980: 800 493 чел.
- 1990: 1 201 833 чел.
- 2000: 1 998 257 чел.
- 2010: 2 700 551 чел.[9]
- 2020: 3 104 614 чел.

## Экономика
Экономика Невады связана с туризмом (особенно с развлечениями и азартными играми), добычей полезных ископаемых и скотоводством. Основными видами экономической деятельности являются туризм, горнодобывающая промышленность, машиностроение, полиграфия и издательское дело, пищевая промышленность и электрооборудование. По оценкам Бюро экономического анализа, общий ВВП штата Невада в 2010 году составил $126 млрд. Доход на душу населения в 2009 году составил $38578, занимая девятнадцатое место в стране. Государственный долг Невады в 2012 году составил $7,5 млрд, или $3100 на одного налогоплательщика. В декабре 2014 года уровень безработицы составил 6,8 %.

## Закон и правительство
Карсон-Сити — столица штата Невада. Губернатор штата — республиканец Джо Ломбардо. Демократы Кэтрин Кортес-Масто и Джеки Роузен — сенаторы от штата Невада.
Ни одна из главных политических партий не является доминирующей в штате. Демократ Билл Клинтон победил в штате в 1992 году и выиграл президентские выборы в 1996, а республиканец Джордж Буш победил в Неваде в 2000 и в 2004 году. В 2004 Джордж Буш выиграл с перевесом всего в 5 выборочных голосов, что дало ему 50,5 % голосов. Округ Кларк (Лас-Вегас), в котором проживает большая часть населения штата, был единственным округом, голосовавшим за демократов.

## Ядерный полигон
Ядерный полигон в Неваде (англ. Nevada Test Site) расположен на территории полигона и испытательной базы ВВС США Неллис (англ. Nellis Air Force Range) в южной части штата Невада и занимает площадь около 3500 км², что составляет около трети всей площади полигона. Центральное поселение полигона — город Меркури. С северо-востока к полигону примыкает сверхсекретный испытательный центр ВВС США (Зона 51. Расстояние до Лас-Вегаса — около 100 км.
Полигон в Неваде не является местом испытания первой атомной бомбы. Первая атомная бомба была испытана 16 июля 1945 года близ города Аламогордо в штате Нью-Мексико на полигоне, входящем в состав ракетного полигона «Уайт-Сандс» (англ. White Sands). Место взрыва и испытания носили название Trinity (Троица).
Полигон в Неваде был закрыт в 1992 году после подписания Международного договора о запрещении ядерных взрывов «на земле, в воздухе и на море».